# Fast bowling
Fast bowling, auch als pace bowling bekannt, ist im Cricket eine der zwei Hauptarten zu bowlen. Anwender dieser Technik werden als Fast bowler oder pace bowler bezeichnet. Die andere Hauptart ist spin bowling.
Das Hauptziel des fast bowlens ist, den Cricketball mit hoher Geschwindigkeit zu bowlen, so dass der Ball unregelmäßig von der Pitch abspringt. Das macht es für den Batsman schwierig, den Ball richtig zu treffen. Dieser erreicht dabei Geschwindigkeiten von 136 bis 150 km/h. Die höchste Geschwindigkeit, die jemals gemessen wurde, ist 161,3 km/h, gebowlt von Shoaib Akhtar aus Pakistan im Spiel gegen England bei der Weltmeisterschaft 2003.

## Kategorien

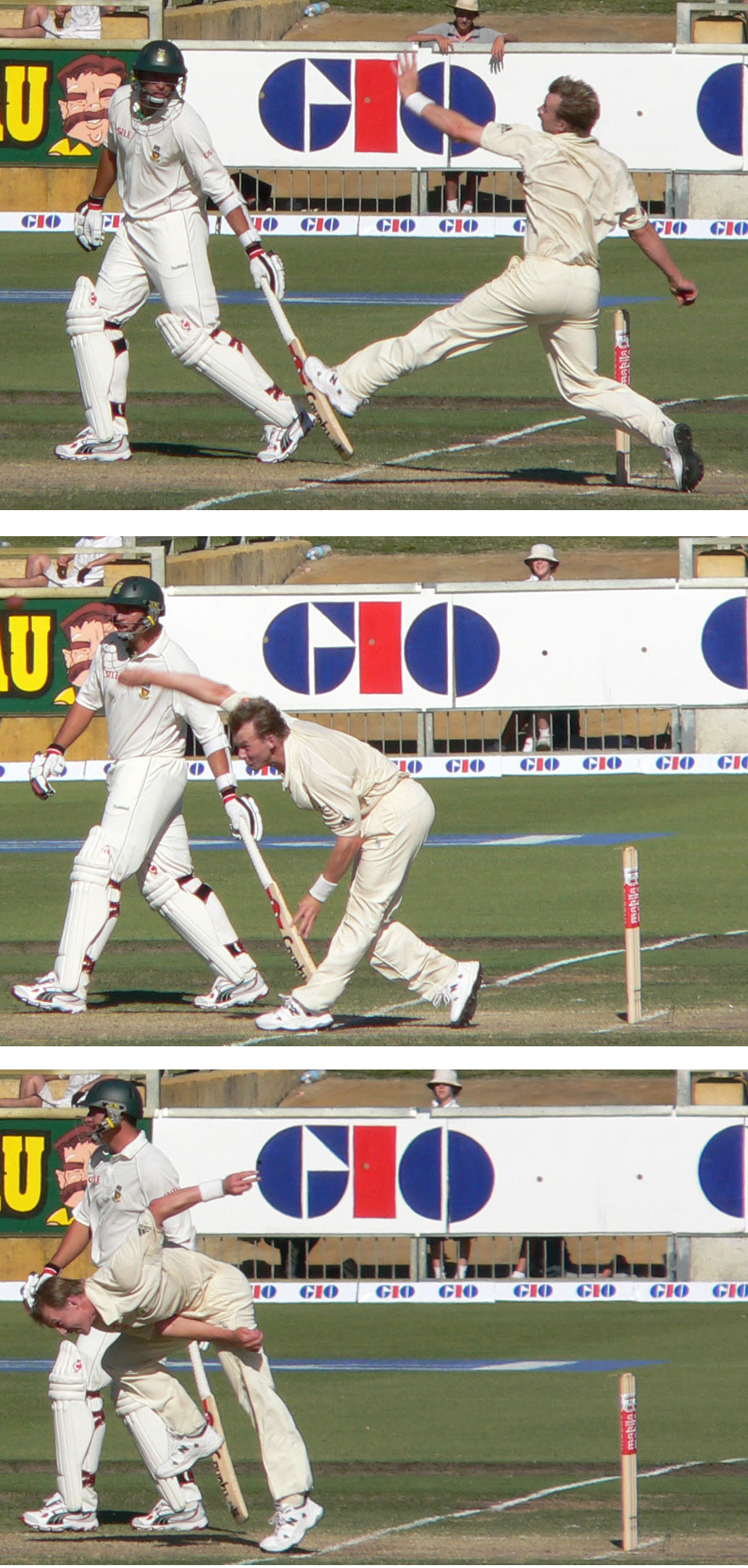
Bewegungsablauf eines fast bowlers (Brett Lee, Australien)

Generell gibt es zwei Unterkategorien des fast bowlings.

### Seam bowling
Das seam bowling wird häufig synonym mit dem fast bowling verwendet. Dabei wird der Ball mit dem Zeige- und Mittelfinger oberhalb und den Daumen unterhalb des Balles gehalten. Zwischen den oberen beiden Fingern verläuft die Naht, während der Daumen auf dieser aufliegt. Ziel des Bowlers ist es den Ball möglichst gerade die Hand verlassend zu bowlen, so dass der Ball möglichst mit der Naht auf den Boden des Pitches trifft. Dadurch ergibt sich die Möglichkeit, dass der Ball Richtungsänderungen erhält, die es dem batsmen schwerer machen die Flugbahn des Balles richtig einzuschätzen.

### Swing bowling
Das swing bowling basiert auf der Tatsache, dass der Ball sich im Laufe des Spieles abnutzt. Durch das auftreffen des Balles auf dem Boden und das Auftreffen auf den Schläger, raut die Oberfläche des Balles nach und nach auf. Den Spielern der Feldmannschaft ist es erlaubt den Ball an der Kleidung zu reiben, wodurch sich die Oberfläche des Balles wieder glättet. Dadurch, dass die Feldspieler den Ball immer auf der gleichen Seite reiben, entsteht im Laufe des Spieles eine glatte und eine raue Seite. Wird nun der Ball so gebowlt, dass wenn er die Hand verlässt auf einer Seite die raue und auf der anderen die glatte Seite des Balles sich befinden, kommt es zu unterschiedlichen Luftströmungen an der Balloberfläche. Während die Luft auf der glatten Seite ungehindert vorbei strömen kann, verwirbelt sie auf der rauen Seite. Dieses führt dazu, dass der Ball in der Luft die Richtung ändert und sich so aus der Sicht des Batsmen seitlich bewegt, wodurch er für diesen schwieriger einzuschätzen ist. Grundsätzlich wird zwischen dem outswinger und dem inswinger unterschieden. Leichte Änderungen der Position des Zeige- und Mittelfingers und die richtige Position der rauen Seite sorgen dabei dafür, dass sich der Ball zum Batsmen hin- oder wegdreht. Sollte der Ball sich stärker abnutzen, kann es zum Effekt des sogenannten reverse swing kommen. Dabei dreht sich der Ball entgegen der ursprünglichen Richtung (also ein inswinger wird zum outswinger und umgekehrt). Diesen Effekt erstmals gezielt angewandt hat der pakistanische Nationalspieler Sarfraz Nawaz in den späten 1970er Jahren. Um einen Ball frühzeitig in die Lage zu versetzen diesen Effekt zu reproduzieren, ist es die Aufgabe der ganzen Mannschaft den Ball so hart wie möglich auf den Boden aufkommen zu lassen beim Bowlen als auch immer die richtige Seite des Balles an der Kleidung zu reiben.

## Klassifikation
Erfolgreiche Bowler benutzen verschiedene Techniken des Fast-Bowlens, da das einfache Fast Bowling einfach zu durchschauen ist. Dabei klassifiziert man die Bowler üblicherweise nach der Geschwindigkeit. Eine gängige Klassifikation ist in der folgenden Tabelle angegeben:
| Bezeichnung | km/h    | mph   |
| ----------- | ------- | ----- |
| Fast        | 145+    | 90+   |
| Fast-medium | 129-145 | 80-89 |
| Medium-fast | 113-129 | 70-79 |
| Medium      | 97-113  | 60-69 |
| Medium-slow | 80-97   | 50-59 |
| Slow-medium | 64-80   | 40-49 |
| Slow        | <64     | <40   |

## Länge

Länge und Höhen des Balls wenn er auf der Seite des Batsman ankommt.

Neben der Geschwindigkeit wird der Ball auch nach seiner Höhe klassifiziert, wie er auf der Seite des Batsman ankommt. Dabei wird zunächst zwischen den Bällen unterschieden die nicht auf den Boden aufkommen und direkt vom Batsmen aus der Luft geschlagen werden (no toss) und denen die zunächst den Boden berühren. Dabei gibt es dann fünf klassisch benannte Höhen. Sollte der Ball direkt auf oder in der Nähe der Linie des Batsmen aufkommen bezeichnet man einen Ball als Yorker. Ein Ball der in etwa auf Hüfthöhe beim Batsmen ankommt, wird mit good length bezeichnet. Zwischen diesen beiden befindet sich der sogenannte full pitch. Sollte der Ball nach dem Aufkommen auf den Boden auf Brusthöhe springen, wird er als short pitched bezeichnet. Oberhalb dessen befindet sich der bouncer der auf den Kopf des Batsmen zielt. Sollte der bouncer über den Kopf hinaus fliegen wird er vom Umpire als wide gewertet, was einen Run für die Schlagmannschaft bedeutet.

## Bekannte Pace Bowler
Folgende Pace Bowler sind in die ICC Cricket Hall of Fame aufgenommen worden.
- Wasim Akram (lf)
- Curtly Ambrose (rf)
- Sydney Barnes (rfm)
- Ian Botham (rfm)
- Learie Constantine (rf)
- Alan Davidson (lfm)
- Kapil Dev (rfm)
- Allan Donald (rf)
- Cathryn Fitzpatrick (rf)
- Joel Garner (rf)
- Richard Hadlee (rf)
- Wes Hall (rf)
- Michael Holding (rf)
- Jacques Kallis (rfm)
- Imran Khan (rf)
- Harold Larwood (rf)
- Dennis Lillee (rf)
- Ray Lindwall (rf)
- George Lohmann (rfm)
- Malcolm Marshall (rf)
- Glenn McGrath (rfm)
- Keith Miller (rf)
- Monty Noble (rm)
- Shaun Pollock (rfm)
- Andy Roberts (rf)
- Frederick Spofforth (rfm)
- Brian Statham (rf)
- Fred Trueman (rf)
- Courtney Walsh (rf)
- Bob Willis (rf)
- Waqar Younis (rf)